# Orville Hickman Browning
Orville Hickman Browning, född 10 februari 1806 i Cynthiana i Kentucky, död 10 augusti 1881 i Quincy i Illinois, var en amerikansk politiker och advokat. Han representerade delstaten Illinois i USA:s senat 1861-1863. Han tjänstgjorde som USA:s inrikesminister under Andrew Johnson 1866-1869.
Browning studerade juridik och inledde 1831 sin karriär som advokat. Han flyttade 1831 till Quincy, Illinois och tjänstgjorde följande år i Black Hawk-kriget. Han gick med i whigpartiet och var ledamot av delstatens senat 1836-1843. Han var 1844 försvarsadvokat åt de fem män som anklagades för mord på Joseph Smith. Mordoffret Smith hade tidigare varit en av Brownings klienter.
Browning kandiderade 1850 och 1852 utan framgång till USA:s representanthus som whig. Han bytte senare parti till republikanerna. Senator Stephen A. Douglas avled 1861 i ämbetet och guvernören i Illinois Richard Yates utnämnde Browning till senaten. Han var vän med president Abraham Lincoln. Browning efterträddes i januari 1863 som senator av William Alexander Richardson.
USA:s inrikesminister James Harlan avgick 1866 i protest mot president Andrew Johnsons politik. Browning tillträdde som inrikesminister och tjänstgjorde till slutet av Johnsons mandatperiod som president. Han efterträddes 1869 som minister av Jacob Dolson Cox. Browning arbetade sedan som advokat i Washington, D.C. Han hade en advokatbyrå tillsammans med tidigare finansministern Thomas Ewing och dennes son Thomas Ewing, Jr. som hade tjänstgjort som generalmajor i nordstatsarmén i amerikanska inbördeskriget. Browning avled 1881 och gravsattes på Woodland Cemetery i Quincy, Illinois.